# Andrzej Chrzanowski (polityk)
Andrzej Mieczysław Chrzanowski (ur. 29 kwietnia 1948 w Bydgoszczy, zm. 14 lutego 2023) – polski polityk, nauczyciel akademicki, poseł na Sejm III kadencji.

## Życiorys
W 1972 ukończył studia na Wydziale Budownictwa Lądowego Politechniki Wrocławskiej, następnie doktoryzował się w zakresie nauk technicznych. Uzyskał uprawnienia rzeczoznawcy majątkowego i budowlanego. Pracował jako adiunkt na Politechnice Zielonogórskiej, a następnie na Uniwersytecie Zielonogórskim. Pełnił funkcję przewodniczącego komisji zakładowej NSZZ „Solidarność”.
W 1997 z listy Akcji Wyborczej Solidarność uzyskał mandat posła na Sejm III kadencji z okręgu zielonogórskiego. W 2001 nie odnowił mandatu z listy Akcji Wyborczej Solidarność Prawicy. W 2005 bez powodzenia kandydował do Senatu z ramienia KWW Zjednoczenie Prawicy z okręgu lubuskiego.
Przez kilkanaście lat należał do Zjednoczenia Chrześcijańsko-Narodowego, kierował wojewódzkimi strukturami tej partii. Przystąpił do Chrześcijańskiego Ruchu Samorządowego, zasiadał w radzie naczelnej stowarzyszenia. Związał się potem z Prawem i Sprawiedliwością, z ramienia którego w 2006 bez powodzenia ubiegał się o mandat radnego Sejmiku Województwa Lubuskiego, a rok później bezskutecznie kandydował do Sejmu w przedterminowych wyborach parlamentarnych. W 2015 został liderem nowo powołanego Stowarzyszenia Chrześcijańsko-Narodowego w województwie lubuskim.
Został pochowany na cmentarzu komunalnym w Jędrzychowie.